# Espressione ground
In logica matematica, un'espressione ground di un sistema formale è tale per cui i suoi termini non contengono variabili.
Ad esempio, nel contesto della logica del primo ordine, la formula {\displaystyle Q(a)\lor P(b)}, con {\displaystyle a} e {\displaystyle b} appartenenti all'alfabeto delle costanti, è detta formula ground.

## Esempi
Prendiamo ad esempio le seguenti espressioni della logica del primo ordine, la cui segnatura contiene i simboli costanti {\displaystyle 0} e {\displaystyle 1} per rappresentare rispettivamente i numeri 0 e 1, il simbolo {\displaystyle s} per la funzione ad un solo argomento che restituisce il successore del numero in input, e il simbolo {\displaystyle +} per la funzione di addizione.
- {\displaystyle s(0),s(s(0)),s(s(s(0))),\ldots } sono termini ground;
- {\displaystyle 0+1,\;0+1+1,\ldots } sono termini ground;
- {\displaystyle 0+s(0),\;s(0)+s(0),\;s(0)+s(s(0))+0} sono termini ground;
- {\displaystyle x+s(1)} and {\displaystyle s(x)} sono termini, ma non termini ground;
- {\displaystyle s(0)=1} and {\displaystyle 0+0=0} sono formule ground.

## Definizioni formali
Nelle definizioni seguenti consideriamo un linguaggio del primo ordine in cui {\displaystyle C} è l'insieme dei simboli costanti, {\displaystyle F} è l'insieme degli operatori di funzione e {\displaystyle P} è l'insieme dei predicati.

### Termine ground
Un termine ground è un termine che non contiene variabili.
I termini ground possono essere definiti ricorsivamente come segue:
1. Gli elementi di {\displaystyle C} sono termini ground;
2. Se {\displaystyle f\in F} è il simbolo di una funzione {\displaystyle n}-aria e {\displaystyle \alpha _{1},\alpha _{2},\ldots ,\alpha _{n}} sono termini ground, allora {\displaystyle f\left(\alpha _{1},\alpha _{2},\ldots ,\alpha _{n}\right)} è un termine ground.
3. Ogni termine ground può essere generato applicando le due regole di cui sopra.

In altre parole, l'universo di Herbrand è l'insieme di tutti i termini ground.

### Atomo ground
Un atomo ground (o predicato ground) è una formula atomica in cui tutti i termini sono ground.
Se {\displaystyle p\in P} è il simbolo di un predicato {\displaystyle n}-ario e {\displaystyle \alpha _{1},\alpha _{2},\ldots ,\alpha _{n}} sono termini ground, allora {\displaystyle p\left(\alpha _{1},\alpha _{2},\ldots ,\alpha _{n}\right)} è un atomo ground.
In altre parole, la base di Herbrand è l'insieme di tutti gli atomi ground. Invece, l'interpretazione di Herbrand assegna un valore di verità ad ogni atomo ground nella base.

### Formula ground
Una formula ground è una formula senza variabili.
Le formule senza variabili possono essere definite ricorsivamente come segue:
1. Un atomo ground è una formula ground.
2. Se {\displaystyle \varphi } e {\displaystyle \psi } sono formule ground, allora {\displaystyle \lnot \varphi }, {\displaystyle \varphi \lor \psi } e {\displaystyle \varphi \land \psi } sono formule ground.

Le formule ground sono un particolare tipo di formule chiuse.